# Еберсберг
Еберсберг (нім. Ebersberg) — місто в Німеччині, розташоване в землі Баварія. Підпорядковується адміністративному округу Верхня Баварія. Адміністративний центр району Еберсберг.
Площа — 40,84 км2. Населення становить 12 213 ос. (станом на 31 грудня 2020).